# کش، سیاه‌زن
کش (به لاتین: Keş) یک منطقهٔ مسکونی در جمهوری آذربایجان است که در شهرستان سیاه‌زن واقع شده‌است.